# Голяма Косматка
Голямата Косматка е тракийска могила, намираща се на 1 км южно от град Шипка, България. В нея е открита една от малкото запазени неограбени тракийски гробници – най-вероятно тази на Севт III.
Паметникът е отворен за посетители.

## Описание и особености

### Архитектура
Голямата Kосматка е сред най-големите могили в Тракия, с максимална височина 23 м и диаметър 130 м. Гробницата е изградена в предварително натрупан за целта могилен насип. Широка алея води към фасадата и входа.
Гробницата се състои от коридор (дромос), дълъг 13 м, и три последователни помещения. Първото помещение е правоъгълно и покрито с фалшив свод. В него е намерен скелет на кон. Второто помещение е с кръгла форма и с куполен покрив, висок 4.50 м. На входа на това помещение се намира мраморна врата, в която са издялани релефни касети, гвоздеи и два релефни медальона, изобразяващи Хелиос на източното крило и Горгона Медуза на западното. Третото помещение представлява монолитен гранитен блок – саркофаг с тегло около 60 тона. В него е издълбана погребалната камера, с моделирано каменно легло. В това помещение са намерени повечето предмети.

### Археологически находки от гробницата
В третата камера на място са намерени предмети, които свидетелстват за особено пищно погребение. Те включват: златен венец от дъбови листа и жълъди, съдове за пиене и сервиране на вино (три глинени амфори, бронзов аскос и патера, сребърна каничка и фиала, златен киликс); елементи от въоръжението (бронзов шлем със сребърна позлатена апликация, наколенници, нагръдник със златотъкана украса, железен меч в ножница със златни апликации, върхове на копия), украса за конска амуниция, кръгла златна апликация с глава на разярен лъв с прецизно изработени растителни орнаменти, стъклени пулове за игра, предмети, свързани с тоалета: два съда за благовония от алабастър и позлатена сребърна пиксида (кутийка) с форма на мида.

### Човешки останки
В гробницата не са намерени човешки останки, освен три негорели зъба от 10 – 12-годишен индивид, разпръснати в кръглата камера. Няма данни в подкрепа на идеята, че тялото е било кремирано в дромоса.

### Бронзова глава
На 7 м пред фасадата е открита бронзова глава от статуя на мъж на средна възраст, с мустаци и брада.
Според проучвателите това е портрет на Севт ІІІ. Димитрова обнародва пълните резултати от извършения химичен анализ на леярската пръст от вътрешността на бронзовата глава, показващи, че тя е от района на гр. Казанлък, т.е. скулпторът/ите, изработили тази статуя, са работили на място. Според Димитрова техниката на изливане на бронза и стилът позволяват да се предположи, че авторът на този античен шедьовър е Силанион – един от най-известните атински скулптори.

### Затваряне на гробницата
След полагането на гробните дарове, в първата камера е извършено жертвоприношение на кон, мраморната врата към втората камера е начупена и късове от нея, заедно с други камъни и блокове, са използвани за зазиждане на входовете към първите две камери. Коридорът е опожарен и запълнен с камъни и почва.

## Интерпретации и дискусии

### Датировка
Предметите, открити в гробницата, се датират от късния IV – ранния III век пр.н.е. Точната дата е трудно да се установи, тъй като металните предмети имат дълъг период на употреба. Една от трите амфори има печат Ἡροτίμου Ἀν(—), който се датира грубо от периода 310 – 275 г. пр.н.е. 

### Севт ΙΙΙ
Аргументите да се твърди, че погребаният в Голямата Косматка е тракийският владетел Севт ІІІ са няколко:
- Върху шлема и два от сребърните съдове е изписано името на собственика им в родителен падеж: Севт (ΣΕΥΘΟΥ);
- Могилата е издигната на 10 км от Севтополис, столицата на Севт III;
- Според Китов изображенията на Севт III върху монетите са сходни с профила на бронзовата глава;
- Датата на погребението съвпада с периода, в който се счита, че е починал Севт ІІІ (за смъртта му няма преки данни; според различните мнения, Севт умира между края на IV век и 80-те години на III век пр.н.е.).[14]

### Пиксида с форма на мида
Един от най-озадачаващите артефакти от погребалния инвентар е изящната позлатена пиксида с форма на мида (Pecten jacobaeus) с дължина 16 см, широчина 17.8 см, височина 4 см и тегло 381.46 грама.
Едно вероятно обяснение за присъствието на козметична кутийка в иначе воински гроб е, че пиксидата е принадлежала на Береника, съпругата на Севт, спомената в Севтополския надпис. Емил Нанков, който предлага идеята, посочва, че този тип предмети се срещат в богати женски гробове в Южна Италия и Древна Македония, откъдето най-вероятно е и коренът на Береника. Според него Береника поставя пиксидата в гробницата на съпруга си като начин да се сбогува с него.

### Надписи върху сребърните съдове
Върху два от сребърните съдове има надписи с теглото им в монетни единици (тетрадрахми) и името на собственика (Севт). Според Чавдар Цочев надписите са направени при постъпването на съдовете в хазната на Севт III или при по-късна инвентаризация.

### По-ранни фази и култови интерпретации
Китов изказва предположението, че преди затварянето на гробницата съоръжението е използвано повече от век като храм, в който са извършвани Орфически мистерии. Твърдението му не е подкрепено с археологически данни.

## Археологическо проучване
Голямата Косматка е разкопана през септември и октомври 2004 г. от екипа на Георги Китов.
През 2007 г. на могилата са осъществени измервания с георадар, ръководени от Явор Шопов. Според него в могилата се намира по-голяма, неразкопана сграда.

## Опазване и консервация
От началото на месец юни 2016 г. гробницата е отворена за посетители след извършване на необходимите СМР и реставрационни дейности.
В началото на месец март 2015 г. д-р Момчил Маринов (директор на Историческия музей „Искра“, гр. Казанлък, от 2013 г.), обявява, че могилният насип на Голямата косматка пропада заради дъждовете и усилилите се свлачищни процеси на хълма през пролетта на същата година и земни маси са проникнали в дългия коридор към куполната камера на съоръжението.
Свлачищните процеси са регистрирани от служителите на музея още в началото на 2015 г. и поради това гробницата музей е функционирала със спорадично работно време за посетители до 3 март, след която дата обаче е затворена за посетители.

## Галерия
- Главният вход на съоръжението
- Фасада на гробницата
- Към коридора на гробницата
- Копие на бронзовата глава (изложено в преддверието на защитното съоръжение)
- Куполът на главната камера
- Релеф на Хелиос
- Релеф на Горгона Медуза
- Касетирано крило от врата с релеф на Медуза
- Касетирано крило от врата с релеф на Хелиос
- Входът към втората камера
- Находки (възстановка на разположението)
- Амфора (погребален инвентар)
- Дромосът
- Скосеният таван на дромоса
- Каменното ложе в централната камера
- Вратите към централната камера